# Cave (canción de Dom Dolla y Tove Lo)
«Cave» es una canción del productor discográfico australiano Dom Dolla y la cantante sueca Tove Lo lanzada el 11 de octubre de 2024.
La canción alcanzó el número 14 en la lista Triple J Hottest 100, en 2024.

## Recepción de la crítica
Peter Volpe, de EDM Maniac, dijo: «Con una batería sedosa y un subgrave hinchado, este tema de drum & bass líquido se aleja de los estilos tech house y pop por los que son conocidos el artista australiano y la cantante y compositora sueca, mientras la demanda mundial de este género de alta velocidad sigue creciendo».
Chad Downs, de Cultr, dijo: «el tema fusiona pop y drum & bass, creando algo crudo y nuevo para ambos artistas».

## Versiones
Descarga digital
- Cave – 3:00
- Cave (Partyboi69 & X CLUB mix) – 3:11

## Posición en listas
| Listas (2024-2025)                      | Posición más alta |
| --------------------------------------- | ----------------- |
| Australia (ARIA Charts)                 | 39                |
| Estados Unidos (Dance/Electronic Songs) | 29                |
| Nueva Zelanda (Recorded Music NZ)       | 9                 |
| República Checa (Rádio – Top 100)       | 43                |